# گریف
گریف (انگلیسی: Greif, Inc.) شرکت بسته‌بندی آمریکایی است، که در سال ۱۸۷۷ تأسیس شد.